# Carl Petter Bergsten
Carl Petter Bergsten, född 15 oktober 1802, död 4 februari 1865, var en svensk brukspatron.
Bergsten var verksam som brukspatron i Falun. Han var amatörviolinist och en främjarna av Falu Musiksällskap som bildades 1843. Han invaldes som ledamot nummer 365 i Kungliga Musikaliska Akademien 19 december 1857.